# Olimpiodoro di Tebe
Olimpiodoro di Tebe (in latino Olympiodorus; fl. 412-425) è stato uno storico romano.

## Biografia
Nato a Tebe, in Egitto, venne mandato in missione presso gli Unni sul mar Nero dall'imperatore romano Onorio, nel 412. In seguito visse alla corte di Teodosio II. Le informazioni sulla sua carriera diplomatica sono contenute nell'opera di Fozio di Costantinopoli. Fu autore di un'opera storica dedicata a Teodosio II, i Discorsi storici, in 22 libri, che copre la storia dell'Impero romano d'Occidente, dal 407 al 425; l'originale è andato perso, ma un riassunto viene dato da Fozio. Lo storico Zosimo utilizzò l'opera di Olimpiodoro come fonte per la propria Storia nuova. Sempre Fozio afferma che Olimpiodoro era un alchimista; un trattato di alchimia attribuito ad Olimpiodoro è conservato alla Biblioteca nazionale di Francia a Parigi. Ierocle di Alessandria fu suo discepolo.